# 잠금화면

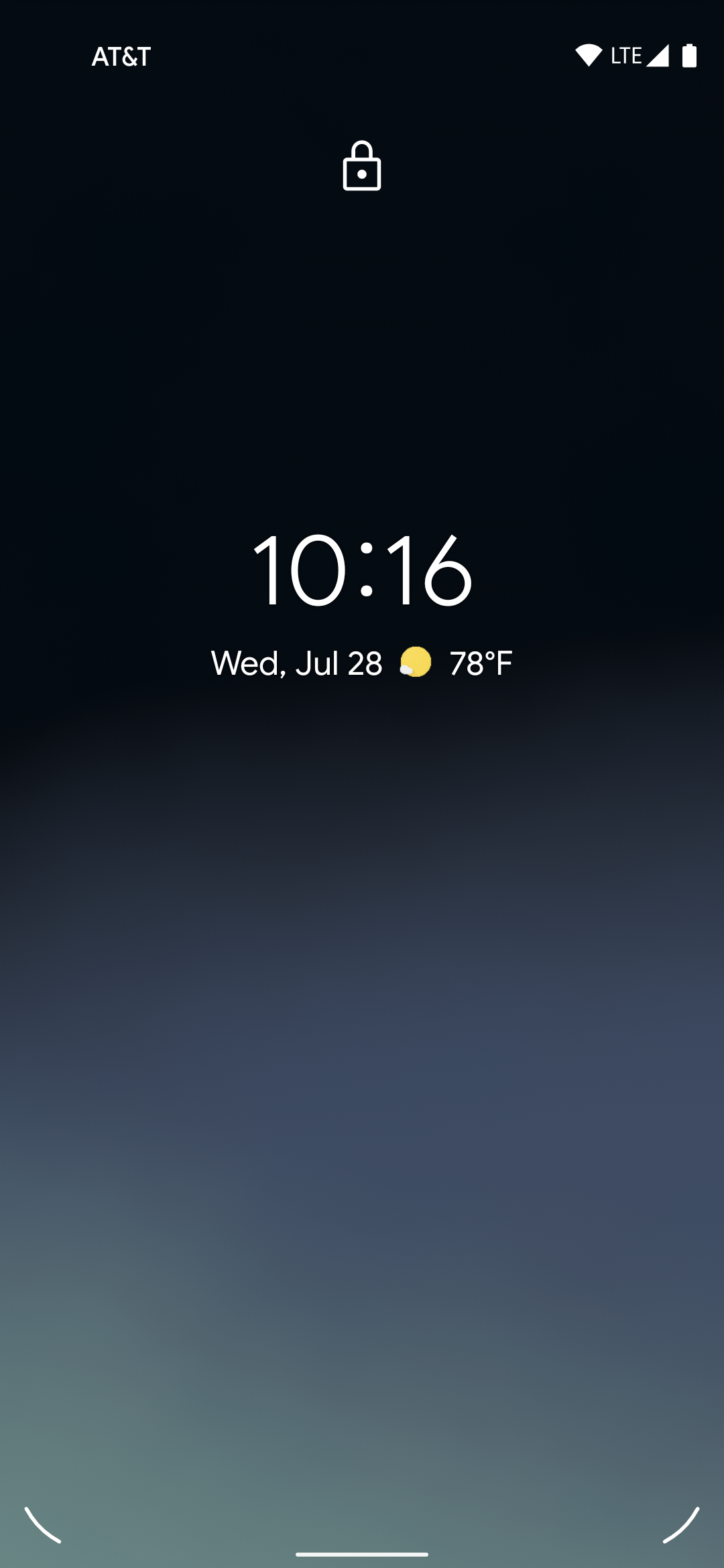

잠금화면 및 보안은 설정으로 패턴, PIN, 문자, 지문, 얼굴, 음성 등으로, 해제한다. 비밀번호를 까먹고 계속 틀리면 초기화 된다. 잠금화면은 긴급통화만 허용된다. SIM카드가 없는 경우에도 긴급통화만 허용된다, SIM카드가 없는 경우에는 잠금화면이 아닌 경우에도, 긴급통화만 허용된다. SIM카드가 있는 경우에는 잠금화면이 아닌 기본 화면에서 모든 전화가 다 된다. 주소록 앱에서 내 긴급 정보를 클릭해서 긴급 연락처를 저장하면 잠금화면에서도 긴급통화 말고 다른 전화도 할 수 있다.

## 같이 보기
- 화면 보호기
- 터치스크린
- 모바일 보안